# RUSH (西山浩司のアルバム)
『RUSH』（ラッシュ）は西山浩司が1985年7月21日にフォーライフ・レコードより発売した唯一のオリジナル・アルバム。規格品番：28K-93。

## 概要
LPレコードの帯キャッチコピーは、『”イモ欽トリオ”から大きな飛躍を遂げた西山浩司が放つソロ・ファースト・アルバム。ハートフルなヴォーカルで、都会派シンガーとしての実力発揮!』。
西山は、イモ欽トリオ時代名義で発売したアルバム『ポテトボーイズNO.1』（1981年12月5日発売）に収録された「閃光ロック」「ハートブレイク・トレイン」、小柳みゆきとの期間限定ユニット、ニックじゃがあずの「ヨロシク原宿」（1982年9月、規格品番：7K-74）を本作の発売年である1985年前までに発表しているが、西山浩司名義のレコ―ドは、今回が初めてとなる。ジャケットはサングラス姿の西山のモノクロ写真。
作家陣には、光GENJI「パラダイス銀河」、井上陽水「Make-up Shadow」のアレンジ他、今井美樹の音楽プロデュースで知られる佐藤準が全曲を編曲。速水清司（井上堯之バンド 他）、シティ・ポップ/AORの旗手、濱田金吾など多彩な面子が揃った。
本作は1985年に発売後、廃盤となり入手困難な時期が続いていたが、『“ハイスクールララバイ”のヒットで知られる「イモ欽トリオ」ワルオから大きな飛躍を遂げた西山浩司のファースト・アルバム、初CD化!』のキャッチコピーと共に、LPレコードの発売から28年を経た2013年に初CD化された。

## 収録曲
※作曲・編曲：佐藤準（特記以外）

### A面
1. LOVIN' TONIGHT
  - 作詞：西山浩司
2. I BLUE
  - 作詞：速水清司
3. ローディ
  - 作詞：東海林良　作曲：NOBODY
4. LOVER'S TRAVELIN'
  - 作詞：大津あきら　作曲：濱田金吾
5. OFF ROAD
  - 作詞：森田由美　作曲：大野克夫

### B面
1. さらば夏の恋
  - 作詞：東海林良　作曲：NOBODY
2. それだけ BOOGIE
  - 作詞：西山浩司　作曲：上綱克彦
3. せつなさ RUN AWAY
  - 作詞：大津あきら　作曲：濱田金吾
4. お前と俺
  - 作詞・作曲：速水清司
5. 真夜中の CAFÉ BAR
  - 作詞・作曲：上綱克彦

## 参加ミュージシャン
E-GUITAR：北島健二 / 今剛
KEYBOARDS：佐藤準 / 国吉良一
E-BASS：美久月千晴
DRUMS：渡嘉敷祐一 / 山木秀夫
PERCUSSION：浜口茂外也

## 発売履歴
| 発売日        | レーベル               | 規格 | 規格品番 |
| ------------- | ---------------------- | ---- | -------- |
| 1985年7月21日 | フォーライフ・レコード | LP   | 28K-93   |
| 2013年8月21日 | ウルトラ・ヴァイヴ     | CD   | OTUM010  |